# Федеративна республіка

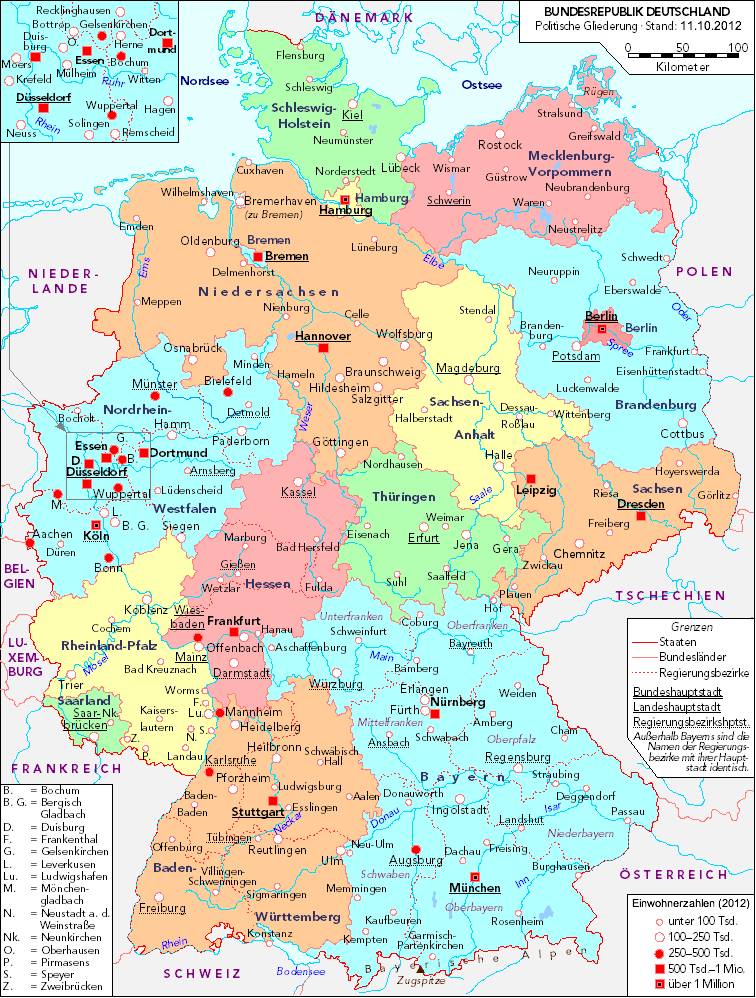
Федеративна Республіка Німеччини

Федеративна республіка — федерація держав з республіканською формою уряду. Федерація складається з кількох самоврядних держав (штатів), сполучених спільним федеральним урядом. У федерації, на відміну від унітарної держави, самоврядний статус автономних регіонів встановлюється конституцією і не може бути відмінений одностороннім рішенням центрального уряду. Держави (штати) у федерації також мають повний політичний суверенітет, яким вони не поступаються федерації. Використання терміна «республіка» необов'язкове, але щонайменше означає державу або федерацію держав, що не має монарха в ролі глави держави.
П'ять держав явно описують себе як федеративні республіки: Німеччина, Нігерія, Росія, Ефіопія та Бразилія. Не кожна федерація — республіка; наприклад, Канада, Австралійський Союз і Малайзія — федеративні конституційні монархії.